# Mató Edit
Mató Edit, Egyed Béláné (Budapest, 1947. február 4. – 2020. február 22.) magyar műkorcsolyázó, jégtáncos, edző. Lánya Egyed Krisztina (1976) gyorskorcsolyázó.

## Élete
1984-ben a Testnevelési Főiskolán műkorcsolya szakedzői diplomát szerzett. 1959 és 1970 között a Bp. Spartacus műkorcsolyázója volt. Jégtáncban Csanádi Károllyal versenyzett. 1965 és 1969 között a válogatott kerettag volt. Edzői: Tóth Endre (1965–1967), Jurek Eszter, Ray és Betty Callaway (1968–1969) voltak.
1970–71-ben a Bécsi Jégrevü, 1972-ben az amerikai Holiday on Ice, 1973-ban a nyugatnémet Deutsches Eisteather, 1974–75-ben az Europa Eisteather hivatásos jégtáncosa volt.

## Sikerei, díjai
- Universiade
  - aranyérmes: 1966, Sestriere
- Világbajnokság
  - 11.: 1968 – Genf
  - 14.: 1967 – Bécs
  - 15.: 1966 – Davos
- Európa-bajnokság
  - 8.: 1966 – Pozsony, 1968 – Västerås
  - 9.: 1967 – Ljubljana
  - 12.: 1965 – Moszkva, 1969 – Garmisch-Partenkirchen
- Magyar jégtáncbajnokság
  - bajnok: 1966, 1967, 1968, 1969
  - 2.: 1963, 1964, 1965